# Aleucanitis reducta
Aleucanitis reducta är en fjärilsart som beskrevs av Fernández 1932. Aleucanitis reducta ingår i släktet Aleucanitis och familjen nattflyn. Inga underarter finns listade i Catalogue of Life.